# Henk Lubberding
Henk Lubberding (Voorst, 4 augustus 1953) is een Nederlands voormalig wielrenner die tussen 1977 en 1992 uitkwam in het beroepswielrennen.

## Biografie
Nadat Lubberding bij de amateurs een derde plaats in de Tour de l'Avenir in 1976 behaalde, leverde dit hem een profcontract op voor het volgende jaar bij de TI-Raleigh ploeg van Peter Post. Opvallend is dat Lubberding zijn hele carrière bij ploegen van Post is blijven rijden.

### Beroepswielrenner
In zijn eerste jaar bij de beroepswielrenners debuteerde Lubberding in de Ronde van Frankrijk met een 26e plaats in het eindklassement. In zijn tweede jaar werd hij Nederlands kampioen op de weg en reed een zeer sterke Ronde van Frankrijk. Henk Lubberding werd dat jaar 8e in het eindklassement, 1e in het jongerenklassement en won de etappe naar Pau.
Door het vertrek van Hennie Kuiper naar de Franse Peugeot-ploeg kreeg Lubberding het jaar daarop, samen met Paul Wellens, een beschermde status in de Ronde van Frankrijk. Ereplaatsen in Parijs-Nice (4e), de Amstel Gold Race (2e), Gent-Wevelgem (5e), de Ronde van Romandië (3e), Rund um den Henninger-Turm (2e) en de Dauphiné Libéré (2e) én opnieuw de Nederlandse wegtitel wezen erop dat Lubberding zo'n rol aan zou kunnen. In de ritten in de Pyreneeën, al in het eerste weekend van de Ronde, raakte Lubberding echter al achterop. Uiteindelijk werd hij dat jaar 18e.

### Van aanstormend talent naar knechtenrol
In de jaren daarna ging Lubberding ook sukkelen met zijn gezondheid. Aan een hardnekkige voorhoofdsholteontsteking werd hij uiteindelijk geopereerd. Het teleurstellende resultaat in de Tour van 1979 was voor hemzelf waarschijnlijk ook een indicatie dat het "kopmanschap" voor hem niet was weggelegd. Hij functioneerde beter als "meesterknecht" voor andere renners, een rol die hij tot het eind van zijn loopbaan met verve is blijven vervullen.
Zo was Lubberding wegbereider voor Jan Raas toen die wereldkampioen werd in Valkenburg (1979), verleende hij steun aan Joop Zoetemelk bij zijn overwinning in de Ronde van Frankrijk (1980) en reed hij met Gerrie Knetemann vooruit in de Ronde van de Middellandse Zee (1982). Later in zijn carrière kreeg Lubberding ook meer een rol als wegkapitein en steun en toeverlaat van jonge renners.
Ondanks zijn dienende rol wist Lubberding ook persoonlijke successen te behalen. In 13 jaar Ronde van Frankrijk eindigde hij driemaal bij de eerste 10, won hij 3 etappes (alsmede een aantal ploegentijdritten), reed hij eenmaal in de gele trui en werd hij één keer eerste in het jongerenklassement. Verder werd hij tweemaal Nederlands kampioen en won hij in 1980 de klassieker Gent-Wevelgem. In totaal won Lubberding 58 wedstrijden. Hij beëindigde zijn actieve wielerloopbaan in 1992 op 39-jarige leeftijd.

### Na het wielrennen
Momenteel organiseert Lubberding buitensportactiviteiten voor bedrijven, gericht op teambuilding. Ook is Lubberding een kritische volger van grote koersen. Zo liet hij zich op 12 juli 2011 tijdens De Avondetappe kritisch uit over de wijze waarop er tegenwoordig door ploegleiders en renners met regels in het moderne wielrennen wordt omgegaan, zoals renners die achter verzorgers fietsen, het vlot wisselen van een wiel en het naar rechts sturen van de weg.
In juli 2013 kwam Lubberding in opspraak door uitlatingen in het radioprogramma NOS Langs de Lijn tijdens de 100ste Tour de France, waarvoor hij commentaar gaf. Hij noemde de debuterende Grote Ronde-wielrenner Kévin Reza, de negroïde Franse renner van Guadeloupse afkomst, "dat negertje" en voegde eraan toe: "Nou ja, negertjé, hij was wel heel donker. Dus ik noem dat maar een neger. Het is al verbazingwekkend dat die op een fiets kunnen rijden". De NOS vond dat Lubberding zich "alleen wat ongelukkig had uitgedrukt" en gaf aan hem te hebben aangeraden beter op zijn woorden te letten.

## Belangrijkste overwinningen
1975
Ronde van Limburg
1976
6e etappe Ronde van de Toekomst
1978
4e (TTT) en 10e etappe Ronde van Frankrijk
Jongerenklassement Ronde van Frankrijk
 Nederlands kampioen op de weg
4e etappe (deel A) Ronde van Zwitserland
1979
 Nederlands kampioen op de weg
4e en 10e etappe Ronde van Frankrijk
proloog Ronde van Romandië
9e etappe Ronde van Zwitserland
Proloog Ronde van Indre en Loire
1980
Gent-Wevelgem
3e en 7e (TTT) etappe Ronde van Frankrijk
7e etappe A Ronde van Catalonië
5e etappe Ronde van de Middellandse Zee
2e etappe Ster van Bessèges
1981
1e (deel B) en 4e etappe Ronde van Frankrijk (ploegentijdritten)
1982
9e etappe (deel A) Ronde van Frankrijk (ploegentijdrit)
Ronde van Midden-Zeeland
1983
13e etappe Ronde van Frankrijk
4e etappe Ronde van Romandië
1984
4e Etappe A Ronde van de Middellandse Zee
1985
Ronde van Noorwegen
1988
2e etappe Ronde van Frankrijk (ploegentijdrit)
1989
2e etappe Tour de Trump

## Resultaten in voornaamste wedstrijden
| Jaar | Ronde van Italië | Ronde van Frankrijk | Ronde van Spanje |
| ---- | ---------------- | ------------------- | ---------------- |
| 1977 |                  | 26e                 |                  |
| 1978 |                  | 8e (1)              |                  |
| 1979 |                  | 18e                 |                  |
| 1980 |                  | 10e (1)             |                  |
| 1981 |                  | 54e                 |                  |
| 1982 |                  | 46e                 |                  |
| 1983 |                  | 10e (1)             |                  |
| 1984 |                  | 40e                 |                  |
| 1985 |                  | 82e                 |                  |
| 1986 | 96e              | opgave              |                  |
| 1987 | 69e              | 95e                 |                  |
| 1988 | 69e              | opgave              |                  |
| 1989 | 69e              | 119e                |                  |
| 1990 |                  |                     |                  |
| 1991 |                  |                     | 97e              |

| Jaar | Milaan-San Remo | Gent-Wevelgem | Ronde van Vlaanderen | Parijs-Roubaix | Amstel Gold Race | Luik-Bast.‑Luik | Ronde van Lombardije | Rund um den Henninger-Turm | Waalse Pijl | E3 Harelbeke |  | WK op de weg |  | Wereldranglijsten |
| ---- | --------------- | ------------- | -------------------- | -------------- | ---------------- | --------------- | -------------------- | -------------------------- | ----------- | ------------ |  | ------------ |  | ----------------- |
| 1977 |                 |               |                      |                | 28e              |                 |                      | 17e                        |             |              |  |              |  |                   |
| 1978 | 114e            | 39e           | 24e                  | 29e            |                  | 12e             |                      | 14e                        | 8e          |              |  |              |  | 28e (SPP)         |
| 1979 | 66e             | 5e            | 16e                  |                | ↑                | 26e             | 24e                  | Zilver                     | 12e         | 5e           |  | 5e           |  | 8e (SPP)          |
| 1980 | 29e             | Goud          | 20e                  |                | 18e              | 13e             |                      | 25e                        | 6e          |              |  |              |  | 16e (SPP)         |
| 1981 |                 | 115e          |                      |                | 49e              |                 |                      |                            | 48e         | 5e           |  |              |  |                   |
| 1982 | 51e             | 9e            | 45e                  |                | 12e              | 17e             |                      |                            | 39e         |              |  |              |  |                   |
| 1983 | 16e             | 14e           | 23e                  |                | 16e              | 5e              |                      |                            | 14e         |              |  |              |  |                   |
| 1984 |                 | 114e          |                      |                | 22e              | 36e             |                      |                            | 6e          |              |  |              |  |                   |
| 1985 | 72e             |               |                      |                |                  | 42e             |                      |                            | 39e         |              |  | 56e          |  |                   |
| 1986 | 62e             |               | 28e                  |                |                  |                 |                      |                            |             | 9e           |  |              |  |                   |
| 1987 |                 |               |                      |                | 17e              | 44e             |                      | Brons                      | 39e         |              |  |              |  |                   |
| 1988 | 48e             | 46e           |                      |                | 71e              | 65e             | 34e                  |                            |             |              |  |              |  |                   |
| 1989 |                 |               |                      |                | 67e              | 47e             |                      |                            | 51e         |              |  |              |  |                   |
| 1990 | 34e             |               |                      |                |                  |                 | 56e                  |                            |             |              |  |              |  |                   |
| 1991 |                 |               |                      |                |                  |                 |                      |                            |             |              |  |              |  |                   |